# Psykoneuroimmunologi
Psykoneuroimmunologi är ett forskningsfält där sambandet mellan immunförsvaret, hjärnan och de psykologiska funktionerna studeras. Immunförsvaret styrs till viss del av hjärnan genom det autonoma nervsystemet och hormoninsöndring. Djurförsök har visat att okontrollerbar stress ökar känsligheten för infektioner, och studier talar också för att människors sårbarhet för många sjukdomar ökar vid sådan belastning.